# 岡田誠司
岡田 誠司（おかだ せいじ、1956年6月2日 - ）は、日本の外交官。バンクーバー総領事、駐南スーダン特命全権大使を経て、駐バチカン特命全権大使。

## 来歴
東京都出身。1975年茨城県立下館第一高校卒業。1979年明治大学法学部卒業。1981年、専門職職員として外務省入省。2006年外務省アジア大洋州局日韓経済協力室長。2009年在ケニア日本国大使館公使参事官。2010年在アフガニスタン日本国大使館公使参事官。バンクーバー総領事を経て、2016年外務省大臣官房参事官。2017年から駐南スーダン特命全権大使を務め、国連世界食糧計画（WFP）を通じた総額2億円の無償資金協力の書簡交換などを行った。2020年駐バチカン特命全権大使。2023年筑波大学講師。

## 同期
- 兼原信克（14年国家安全保障局次長兼務・12年内閣官房副長官補）
- 泉裕泰（19年日本台湾交流協会台北事務所長・17年バングラデシュ大使）
- 上月豊久（15年ロシア大使）
- 岡村善文（19年OECD大使・17年人権人道担当大使）
- 山田彰（17年ブラジル大使・14年メキシコ大使）
- 上村司（21年日本国政府代表（中東和平担当特使）、17年サウジアラビア大使）
- 佐藤地（17年駐ハンガリー大使・15年ユネスコ大使）
- 側嶋秀展（19年ミクロネシア大使・16年ザンビア大使）
- 香川剛廣（18年国際貿易・経済担当大使・15年エジプト大使）
- 石兼公博（19年国連大使・17年カナダ大使）
- 高岡正人（19年クウェート大使・16年モンゴル大使・13年シドニー総領事・12年イラク大使）
- 高木昌弘（21年駐ドミニカ共和国大使・20年クリチバ総領事）
- 冨田浩司（21年駐米大使・19年韓国大使・15年イスラエル大使）
- 川村裕（24年依願免職・20年ノルウェー大使・18年沖縄大使・14年コートジボワール兼トーゴ兼ニジェール大使）
- 川村泰久（19年カナダ大使）
- 嘉治美佐子（19年クロアチア大使・14-17年ジュネーヴ代表部大使）
- 宮島昭夫（20年ポーランド大使・17年トルコ大使）
- 重枝豊英（15年リトアニア大使）
- 石井哲也（17年トンガ大使）
- 冨永純正（14年青年海外協力協会会長・11年コンゴ民主共和国大使）
- 奥克彦（イラク日本人外交官射殺事件犠牲者[6]、03年殉職のため大使の称号付与）
- 伊藤光子（15年世界の子どもにワクチンを日本委員会事務局長）
- 福嶌教輝（21年駐メキシコ大使・15年駐アルゼンチン大使）
- 福嶌香代子（19年ナッシュビル総領事）